# Ilmenit
Ilmenit (Kupffer, 1827), chemický vzorec FeTiO3, je trigonální minerál. Byl nazván podle místa nálezu – Ilmenské hory, Jižní Ural (Čeljabinská oblast), Rusko. Valounky ilmenitu nacházené v minulosti při hledání safírů v náplavech Jizerky v Jizerských horách byly podle německého názvu Jizery nazývány iseriny.
Ilmenit se vyskytuje v přeměněných a vyvřelých horninách. Je to krystalický titanát (titaničitan) železnatý (je přípustné nazývat jej také oxidem železnato-titaničitým) chemického vzorce FeTiO3. S hematitem (α-Fe2O3) v přírodě vytváří směsné krystaly (tuhé roztoky). Tuhé roztoky vytváří také s titanátem hořečnatým MgTiO3 – geikielitem. U některých vyvřelin lze nalézt zrna složená ze vzájemně srostlého magnetitu (Fe3O4) a ilmenitu, která vznikla z ulvospinelu Fe2TiO4 (který má – stejně jako magnetit – strukturu kubického spinelu) oxidací:
6 Fe2TiO4 + O2 → 2 Fe3O4 + 6 FeTiO3

## Morfologie
Má romboedrickou (klencovou, trigonální) krystalovou strukturu shodnou se strukturou hematitu (α-Fe2O3). Tvoří masivní, zrnité nebo růžicové agregáty,[zdroj?] které mají zřetelnou foliaci. Krystaly jsou tabulkovité, zploštělé v jednom směru.

## Vlastnosti
- Fyzikální vlastnosti: tvrdost 5–6, hustota 4,7 g/cm³, štěpnost chybí, lom lasturnatý, nerovný.
- Optické vlastnosti: barva černá, průhlednost opakní, vryp je hnědočerný. Lesk kovový, mastný.
- Chemické vlastnosti: tvoří ho titan (31,56 %), železo (36,81 %), kyslík (31,63 %). V kyselinách se nerozpouští.

## Podobné minerály
- Pyrofanit
- Magnetit
- Chromit
- Hematit.

## Získávání
Nejčastěji je ilmenit dobýván ze sekundárních zdrojů, jakými jsou pobřežní písky (ilmenitové písky) se zrnky o průměru 0,1 – 0,2 mm.

## Využití
Většina ilmenitu je využívána k výrobě bílého pigmentu (titanové běloby) – oxidu titaničitého TiO2 – reakcí s kyselinou sírovou za vzniku zelené skalice:
FeTiO3 + H2SO4 → FeSO4 + TiO2 + H2O

## Naleziště
Hojný minerál:
- Norsko – Sokndal v kraji Rogaland, největší ložisko na světě, těžba v povrchovém dole společnosti Titania činí cca 10% světové produkce ilmenitu
- Německo – Aschaffenburg
- Velká Británie – Cornwall
- Rusko
- Kanada – Québec
- Česko – Dolní Bory, Jizerská louka, Věžná, Soběslav, Liščí louka severně od Horní Plané na Šumavě
- Slovensko – Tisovec, Muráň ve Slovenském rudohoří, Malé Karpaty
- a další.

Ilmenit byl nalezen i v horninách odebraných na Měsíci.